# アン・マクドネル (第2代アントリム女伯爵)
第2代アントリム女伯爵アン・キャサリン・マクドネル（英語: Anne Katharine MacDonnell, 2nd Countess of Antrim、1778年2月11日 – 1834年6月30日）は、イギリスの貴族。

## 生涯
初代アントリム侯爵ランダル・ウィリアム・マクドネルとレティシア・ポンソンビー（Letitia Ponsonby、1801年12月7日没、初代ベスバラ伯爵ブラバゾン・ポンソンビーの娘）の娘として、双子の妹レティシア・メアリーとともに1778年2月11日に生まれた。1791年7月29日に父が死去すると、特別残余権（special remainder）に基づき、1785年に創設されたアントリム伯爵の爵位を継承した（1620年に創設されたアントリム伯爵の爵位は断絶した）。
1799年4月25日、第2代準男爵サー・ヘンリー・ヴェイン＝テンペスト（1771年 – 1813年8月1日）と結婚、1女をもうけた。
- フランシス・アン・エミリー（英語版）（1800年1月17日 – 1865年1月20日） - 1819年4月3日、第3代ロンドンデリー侯爵チャールズ・ウィリアム・ヴェインと結婚、子供あり[3]

1817年5月24日、エドマンド・フェルプス（Edmund Phelps、1780年頃 – 1852年5月30日）と再婚した。同年6月27日、エドマンドは免許状を得て姓をマクドネルに改めた。
1834年6月30日に死去、7月7日に埋葬された。妹シャーロットが爵位を継承した。